# The Untold Truth
The Untold Truth – jedyny album amerykańskiego duetu hip-hopowego Illegal wydany 24 sierpnia 1993 roku nakładem wytwórni Rowdy Records. Album został wyprodukowany między innymi przez takie ikony jak Lord Finesse, Diamond D, Erick Sermon, Biz Markie czy Dallas Austin i uplasował się na 119. miejscu notowania Billboard 200 i 19. pozycji listy Top R&B/Hip-Hop Albums.
Obaj raperzy nagrywając album mieli po czternaście lat co czyni ich jednymi z najmłodszych wykonawców hip-hopowych w historii. Album był promowany singlami "Head or Gut" oraz "We Getz Busy", które były bezpośrednimi dissami na grupy Kris Kross i Da Youngstas. W 1994 roku ukazał się również singiel do utworu "Back in the Day".

## Lista utworów
Opracowano na podstawie źródła.
| #  | Tytuł                                   | Producent           | Sample | Czas |
| -- | --------------------------------------- | ------------------- | --- | ---- |
| 1  | "Back In The Day"                       | Colin Wolfe         | | 5:12 |
| 2  | "Illegal Will Rock"                     | Diamond D           | | 5:01 |
| 3  | "Head Or Gut"                           | Erick Sermon        | | 3:57 |
| 4  | "CrumbSnatcher" (gośc. Diamond D)       | Diamond D           | - "Escape-ism" w wykonaniu Jamesa Browna - "Get Up, I Feel Like Being a Sex Machine" w wykonaniu Jamesa Browna - "Handclapping Song" w wykonaniu Meters | 3:55 |
| 5  | "We Getz Buzy" (gośc. Erick Sermon)     | Erick Sermon        | - "Impeach the President" w wykonaniu Honey Drippers | 3:50 |
| 6  | "Stick Em' Up"                          | Colin Wolfe         | | 4:26 |
| 7  | "Understand The Flow"                   | Dallas Austin       | | 4:48 |
| 8  | "On Da M.I.C." (gośc. AG, Lord Finesse) | Lord Finesse        | - "We Want to Party, Party, Party" w wykonaniu Lyn Collins                                                                                              | 4:50 |
| 9  | "Ban Da Iggidy"                         | Dallas Austin       | - "Tippi Toes" w wykonaniu Meters | 4:14 |
| 10 | "Lights, Camera, Action"                | Spearhead X         | - "Memento" w wykonaniu The Art of Noise | 5:03 |
| 11 | "Interlude"                             | E-Locc, Spearhead X | | 0:29 |
| 12 | "If U Want It"                          | Biz Markie, Cool V  | | 5:11 |

## Notowania

### Album
| Rok  | Notowanie | Notowanie |
| Rok  | USA 200   | USA R&B   |
| ---- | --------- | --------- |
| 1993 | 119       | 19        |

### Single
| Rok  | Tytuł             | Notowanie   | Notowanie | Notowanie |
| Rok  | Tytuł             | USA Hot 100 | USA R&B   | USA Rap   |
| ---- | ----------------- | ----------- | --------- | --------- |
| 1993 | "Head or Gut"     | —           | —         | —         |
| 1993 | "We Getz Busy"    | 95          | 57        | 1         |
| 1994 | "Back in the Day" | —           | 80        | 21        |